# اماگن
اماگن (به فرانسوی: Amagne) یک کمون در فرانسه است که در Canton of Rethel واقع شده‌است.

## خصوصیات
اماگن ۹٫۳۲ کیلومترمربع مساحت و ۶۹۹ نفر جمعیت دارد و ۸۶٫۷۲ متر بالاتر از سطح دریا واقع شده‌است.